# كاراكا
كاراكا (باللغة السنسكريتية: चरक) هو طبيب هندي كان من أهم المساهمين في إنشاء تعاليم أيورفيدا، وهي تعاليم الطب الهندي التقليدي، وقام بكتابة كاراكا سمهيتا، وهو نص هندي ذو أهمية كبيرة في الهند القديمة.
لا تحديد دقيق للتاريخ الذي عاش فيه كاراكا، ولكن يظن أنه ولد في كشمير وعاش في القرن الرابع قبل الميلاد.